# Rainbirds
Die Rainbirds sind eine deutsche Pop-/Rockband um die Sängerin Katharina Franck.

## Bandgeschichte
Gegründet 1986 und benannt nach einem Instrumentaltitel von Tom Waits, gewannen die Rainbirds den Berliner Senatsrockwettbewerb und wurden daraufhin von der Schallplattenfirma Mercury unter Vertrag genommen. Das erste im Berliner Audio-Tonstudio von Udo Arndt produzierte Album Rainbirds wurde ein durchschlagender Erfolg. Zur ersten Besetzung der Band gehörten Katharina Franck (Gitarre, Gesang), Michael Beckmann (Bass) und Wolfgang Glum (Schlagzeug). 
Die Single Blueprint avancierte Anfang 1988 zu einem europaweiten Hit; die E-Gitarren spielte Peter Weihe ein. Anlässlich einer Tournee kam der Gitarrist Rodrigo González, später Mitglied von Die Ärzte, hinzu.
Im Frühjahr 1989 erschien das zweite Album Call Me Easy, Say I’m Strong, Love Me My Way, It Ain’t Wrong (im Original ohne Kommata geschrieben), zu dem der Fotograf und Videoregisseur Anton Corbijn einen Musik-Clip drehte. Corbijn – bekannt durch seine Fotos von Depeche Mode und U2 – wurde in den folgenden Jahren der Hausfotograf der Band.
Nach diesem Album kam es aufgrund musikalischer Differenzen – Beckmann, Glum und González wollten einen rockigeren Sound durchsetzen – zur Trennung, und Katharina Franck formierte die Band zu einem Duo um. Partnerin wurde die Pianistin Ulrike Haage. In dieser Besetzung wurden zwei Alben veröffentlicht: Two Faces (1991) und In a Different Light (1993), die jedoch nicht an den Erfolg der ersten beiden Alben anknüpfen konnten.
1994 kam als drittes Bandmitglied der Schlagzeuger Tim Lorenz hinzu. In dieser Besetzung wurden die Alben Making Memory (1996) und Forever (1997) veröffentlicht, gefolgt von dem Live-Album 3000.live (1999), der vorerst letzten Veröffentlichung der Rainbirds.
Nachdem Katharina Franck schon 1997 ihr Spoken-Word-Soloalbum Hunger veröffentlicht hatte, folgte 2002 die CD Zeitlupenkino (Mute Records) mit „gesprochenen Popsongs“. Auch Ulrike Haage präsentierte unterdessen – nach zahlreichen Hörspielveröffentlichungen und verschiedenen Auftragskompositionen fürs Theater – ein Soloalbum mit dem Titel Sélavy (2004). Tim Lorenz betreibt in Berlin ein Tonstudio.
Im Oktober 2013 erschien beim Label Vertigo/Universal Deutschland die Rainbirds – 25th Anniversary Deluxe CD/DVD Edition aus Anlass des 25-jährigen Jubiläums der Debüt-LP. Neben den remasterten Versionen der Songs ist auch ein Konzertmitschnitt des Rainbirds-Auftritts am 16. Juni 1988 in Berlin-Weißensee in der DDR dabei.
Anfang Mai 2014 erschien das neue Album Yonder der Rainbirds. Die neu formierte Gruppe besteht außer Katharina Franck aus dem Cultured-Pearls-Schlagzeuger Bela Brauckmann und dem Elektronik-Musiker Gunter Papperitz. Das Album enthält überwiegend Neuinterpretationen alter Rainbirds-Songs. Seit dem Jahr 2015 tritt die neu formierte Gruppe wieder live auf.

## Diskografie

### Alben
- 1987: Rainbirds
- 1989: Call Me Easy, Say I’m Strong, Love Me My Way, It Ain’t Wrong
- 1991: Two Faces
- 1993: In a Different Light
- 1995: The Mercury Years (Compilation)
- 1996: Making Memory
- 1997: Forever
- 1999: rainbirds3000.live
- 2014: Yonder

### Singles
- 1987: Blueprint
- 1988: Boy on the Beach
- 1989: Sea of Time
- 1989: Not Exactly
- 1989: Love Is a Better Word (White City of Light)
- 1991: Two Faces
- 1993: Devils Dance
- 1993: Jamais Jamais
- 1995: Blueprint (New Mix)
- 1996: Absolutely Free
- 1996: Give Me a Kiss
- 1997: Don’t Cry a River for Me (Be Cool)
- 1997: Shoot from the Hip
- 2014: Seven Compartments
- 2025: Ceasefire